# Kunstakademie Düsseldorf (Gebäude)

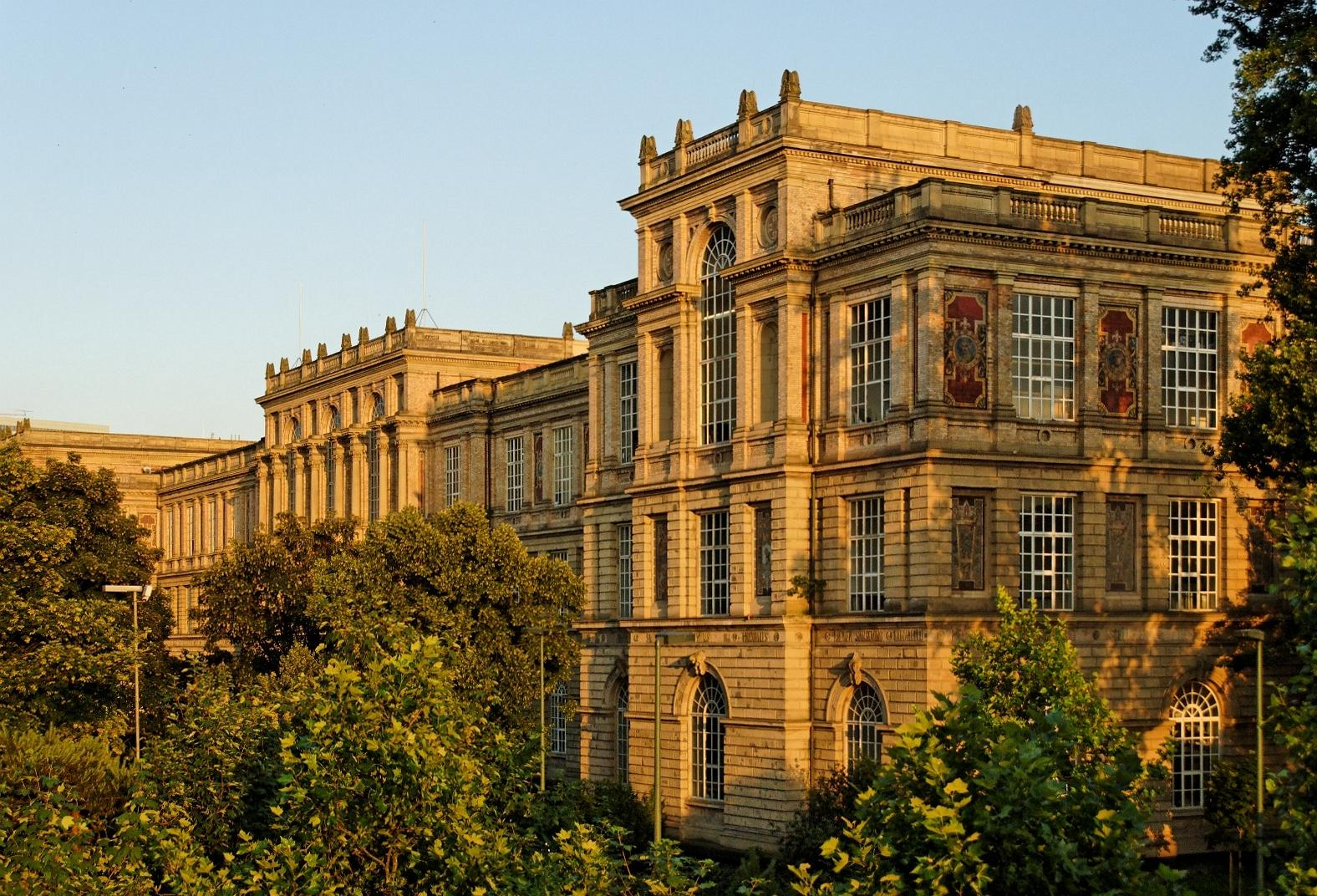
Hauptfassade der Kunstakademie von Nordwesten

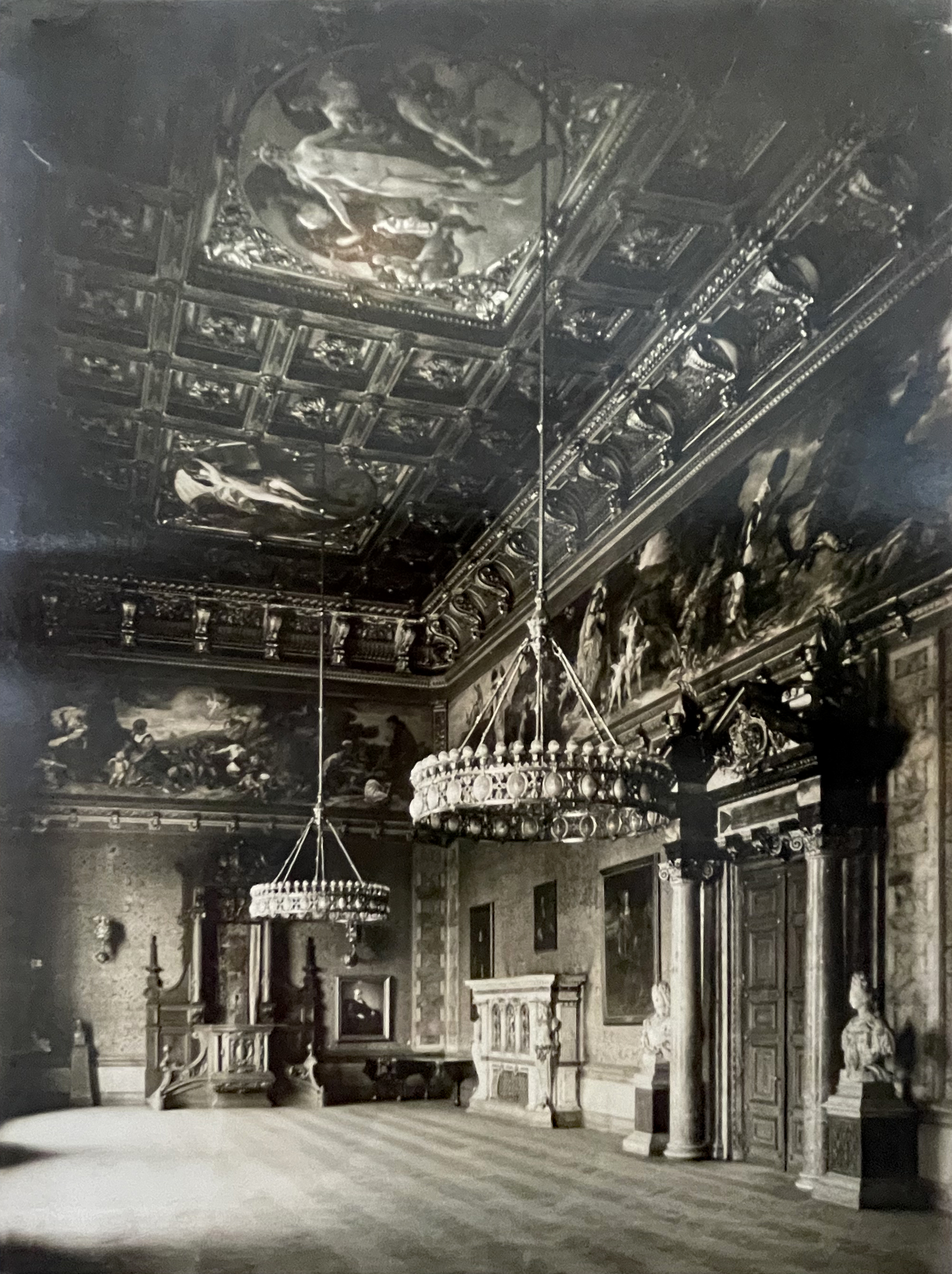
Aula der Kunstakademie mit Gemälden von Peter Jansen d. Ä. (kriegszerstört), Foto Julius Söhn nach 1900

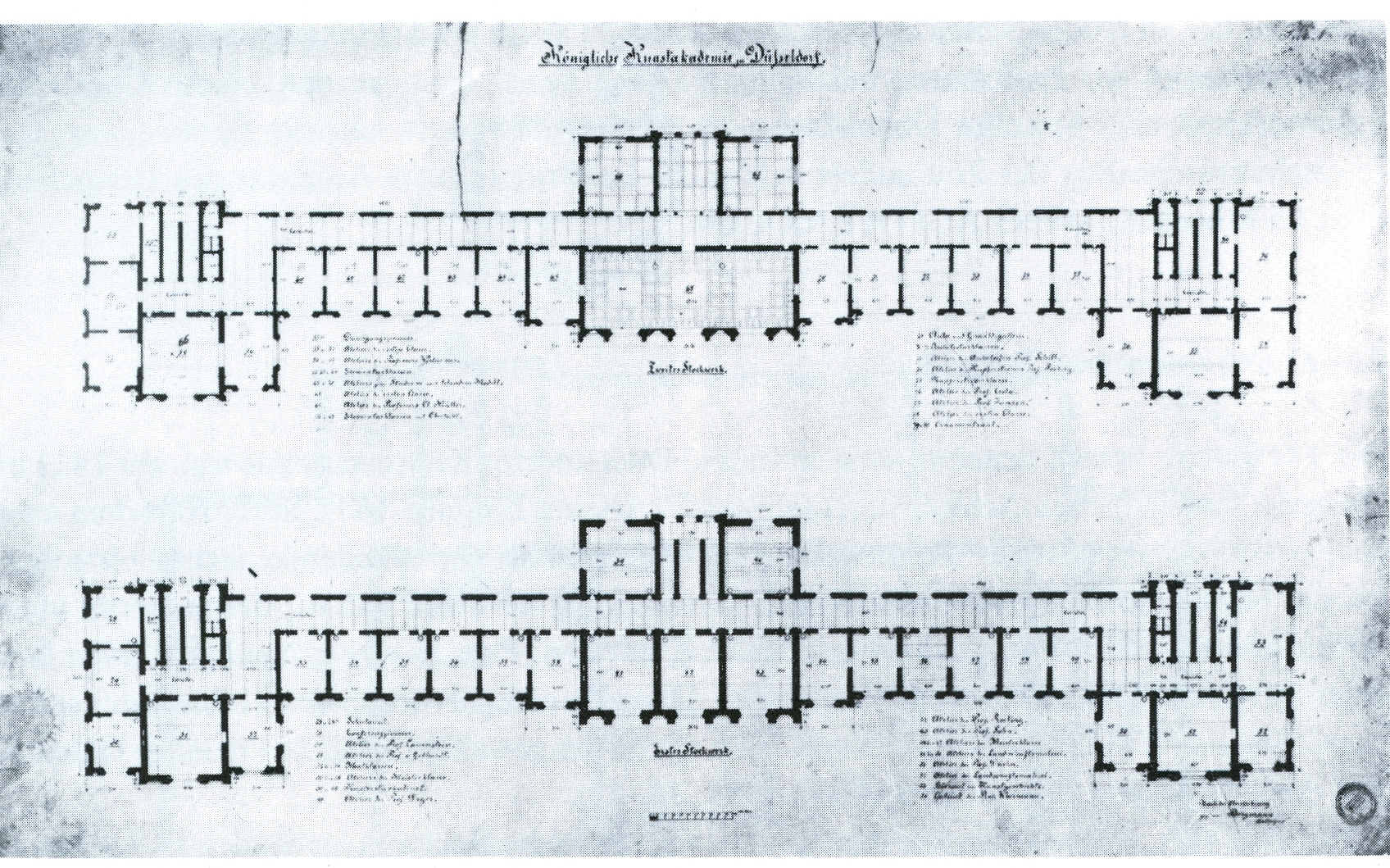
Historische Grundrisse, 1879

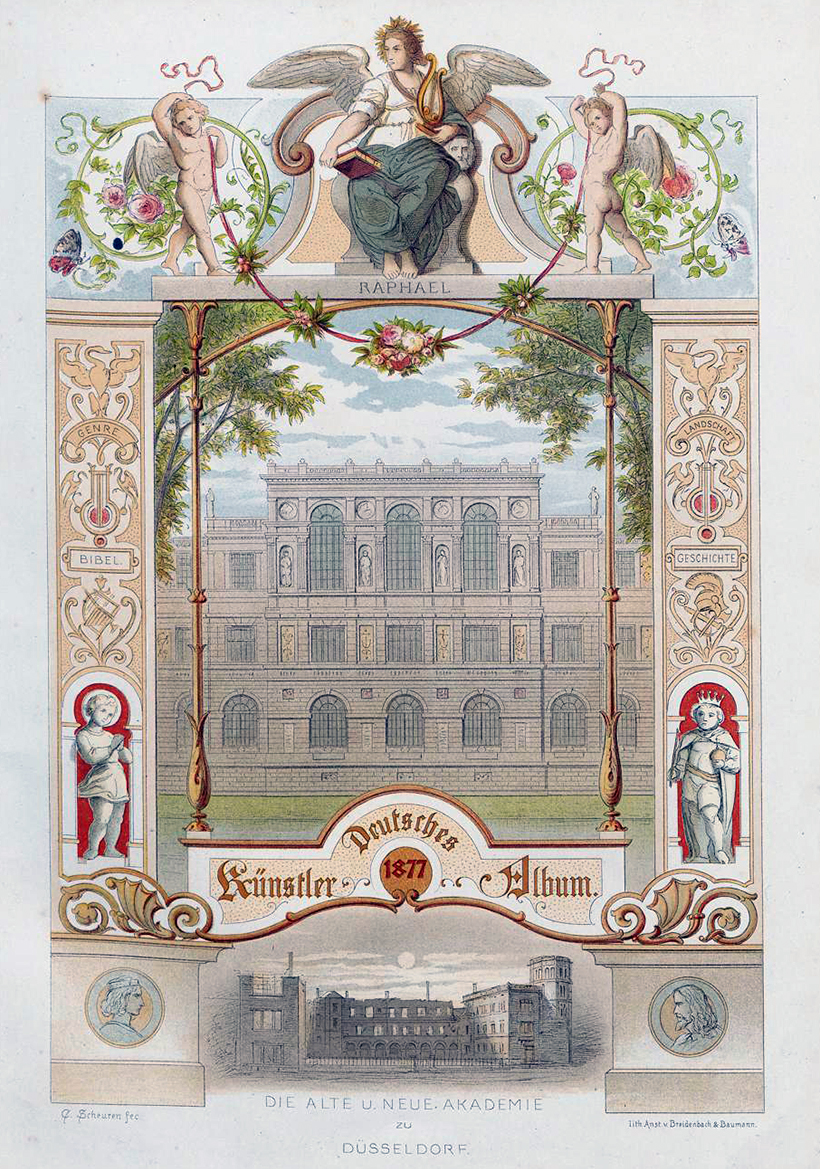
Die alte und neue Akademie zu Düsseldorf, Titelblatt von Caspar Scheuren, Deutsches Künstler-Album, 1877

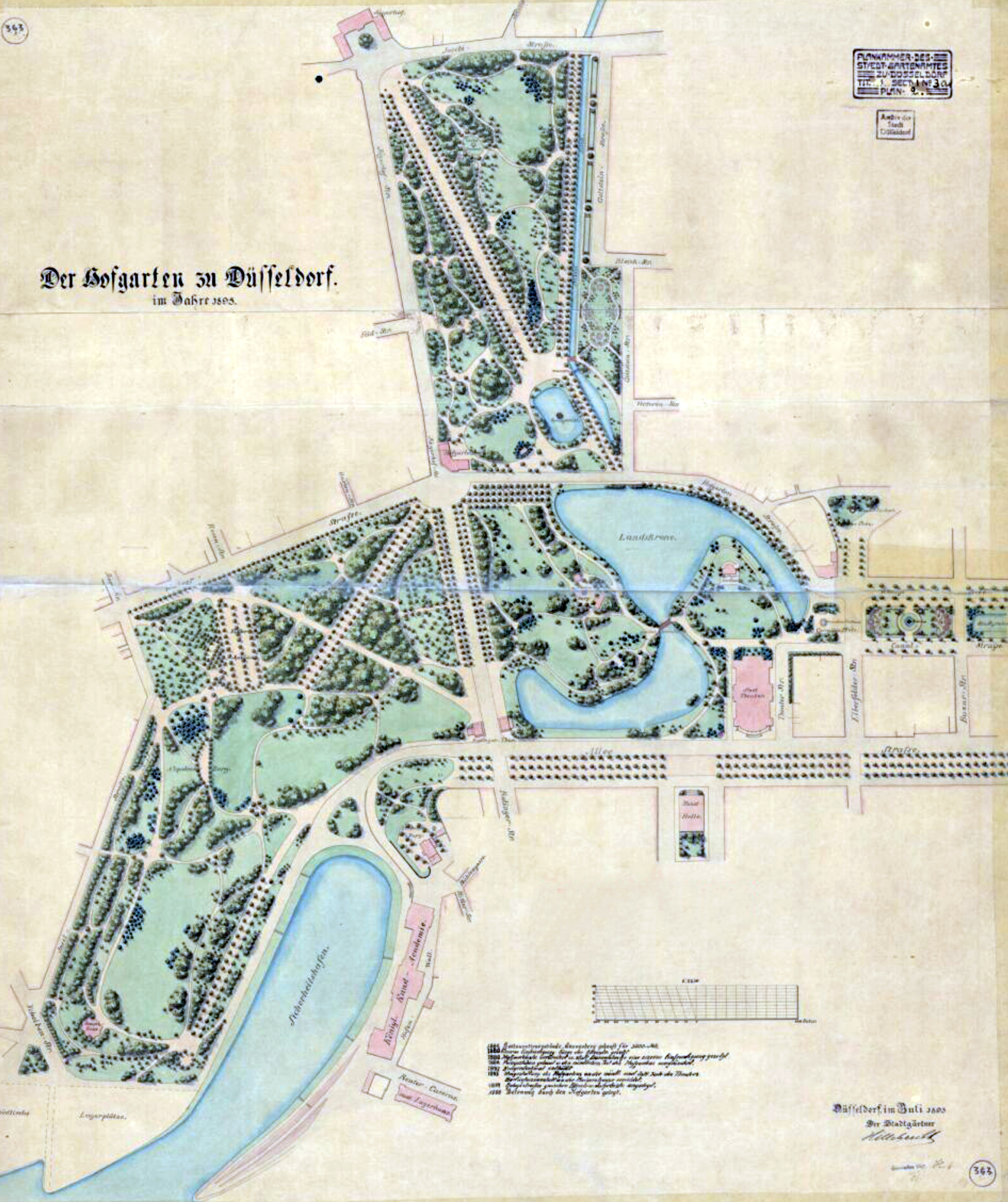
Der Hofgarten zu Düsseldorf, Planzeichnung des Düsseldorfer Stadtgärtners Heinrich Hillebrecht, 1895: Darstellung der Lage der Kunstakademie am Sicherheitshafen (am unteren Rand des Plans)

Das Gebäude der Kunstakademie an der Eiskellerstraße 1 in Düsseldorf-Altstadt wurde zwischen 1875 und 1879 von Hermann Riffart im historistischen Stil der italienischen Renaissance erbaut. Auf der Rheinseite des Gebäudes schließt sich ein von Rudolf Schwarz entworfenes, modernes Ateliergebäude der Kunstakademie an.

## Baugeschichte und Beschreibung
Nach dem Brand des Düsseldorfer Residenzschlosses, worin die Kunstakademie Düsseldorf bis 1872 untergebracht war, wurde der Neubau am ehemaligen Sicherheitshafen, am „Hafenwall“ (heute Eiskellerstraße), erbaut. Diesen Standort hatte der Architekt und Kunsthistoriker Wilhelm Lotz, der seit 1872 eine Professorenstelle an der Kunstakademie bekleidete, wegen der dort realisierbaren Nordexposition der Atelierräume dem Professorenkollegium bereits im Juni 1872 vorgeschlagen und dabei erste Entwürfe vorgelegt. Hermann Riffart, ein Starck’scher Schüler, der von der Regierung mit der weiteren Ausarbeitung von Entwürfen und dem Neubau beauftragt worden war, entwickelte die Konzeption parallel zu einer anhaltenden Standortdiskussion unter den Professoren weiter. Gestritten wurde über die Frage, ob ein Wiederaufbau der Kunstakademie am Standort des abgebrannten Schlosses oder ein Neubau am Sicherheitshafen die bessere Lösung sei. In dieser Diskussion setzte sich die Haltung Wilhelm Camphausens zugunsten eines Neubauprogramms durch, das das preußische Kultusministerium im Sommer 1873 genehmigte. Beeinflusst wurden Entwurfsfindung und Grundrissgestaltung auch durch Schwierigkeiten beim notwendigen Grundstückserwerb am Neubaustandort. Im August 1875 konnte schließlich mit dem Bau des langgestreckten Akademiegebäudes am Sicherheitshafen begonnen werden.
Der dreistöckige Bau erstreckte sich ursprünglich mit seiner Nordseite entlang des Hafenbeckens. Zu dieser, zum Bauzeitpunkt unverbaubaren Seite hin sind auch alle Atelierräume der Akademie ausgerichtet. Während die der Altstadt zugewandte Fassade an der Eiskellerstraße relativ schmucklos gehalten ist, wurde die Schaufassade auf der Nordseite aufwändig gestaltet. Die Fassade ist in 21 Achsen unterteilt, 158 m lang und 12 m breit. Die stark durchfensterte Nordfassade des Gebäudes wird durch Seiten- und Mittelrisalite gestaltet, Tonstiftmosaike schmücken die Felder zwischen den Obergeschossfenstern. Die Quaderung des Untergeschosses ist aus Basaltlava, zur Verblendung des Erd- und ersten Obergeschosses wurde Tuff verwandt, Gesimse und sonstige Architekturteile sind aus Udelfanger Sandstein. Die Balustrade des flachen Daches wird an der Schauseite von Akroterien gekrönt.
Das klassizistische Gebäude hat an der Schauseite und den Stirnseiten am oberen Abschluss des Erdgeschosses einen umlaufenden Fries mit 65 Namen von bedeutenden Künstlern aller Epochen eingemeißelt. Oberhalb des Friesbandes repräsentieren sich sieben Stadtwappen und Namen von europäischen Kunststädten: Athen (2 x), Florenz, Venedig, Rom, Ravenna, Paris und Madrid. In den Feldern des obersten Geschoss befinden sich achtzehn Künstlerporträts in Medaillons, darunter Dürers Selbstbildnis im Pelzrock.
Der Haupteingang mit zwei ionischen Säulen und Pfeilrechen darüber, welche das Gebälk tragen und so den Rundbogen des Tores rahmen, befindet sich in der östlichen Schmalseite des Gebäudes.
1897 wurde der Sicherheitshafen stillgelegt, zugeschüttet und ein Atelier für Freilichtmalerei eingerichtet. Die entstandene flache Grube neben der Kunstakademie wurde von den Anwohnern der Altstadt „Kull“ [ku·l] genannt.
Ende der 1890er Jahre wurden in den Nischen zwischen den Fenstern der Obergeschosse Stiftmosaike von Adolf Schill angebracht. Für die bis heute leeren acht Nischen im zweiten Obergeschoss waren Statuen vorgesehen. 1902 wurde nach Plänen von Adolf Schill durch das Hochbauamt der Stadt Düsseldorf ein Souterrainanbau mit Oberlichten geschaffen.
Eine Aula im zweiten Obergeschoss war besonders prächtig ausgestattet. Die Aula war Mitte der 1890er Jahre durch Professor Adolf Schill architektonisch und dekorativ ausgestaltet worden und durch den Akademieprofessor Peter Janssen d. Ä. mit großzügigen Deckengemälden und einem figurenreichen Wandfries bemalt worden. Themen des Deckengemäldes waren „Natur“, „Phantasie“ und „Schönheit“ als die drei „Haupterfordernisse, deren die Kunst bedarf“. Der Wandfries beschrieb in einer „Reihe von Szenen des Menschen irdisches und Seelenleben“. Um 1930 fiel die historistische Ausgestaltung der Aula mit Ausnahme der Bilder Janssens einer Umgestaltung unter dem Akademiedirektor Walter Kaesbach zum Opfer. Er ließ die Wände der Aula in Gold gestalten, eine Maßnahme, die Paul Clemen 1944 als nicht gerechtfertigt kritisierte. Nach der Zerstörung im Zweiten Weltkrieg ist der Figurenfries von Janssen heute nur noch durch Schwarzweiß-Fotos nachvollziehbar, lediglich von einer der Szenen ("Heimführung der Braut") ist ein farbiger Entwurf im Mittelrhein-Museum Koblenz erhalten. Ein farbiges Band an den Wänden erinnert noch daran.
Bei den Luftangriffen auf Düsseldorf im Zweiten Weltkrieg wurde das Akademiegebäude schwer getroffen. Hierbei wurden insbesondere die Aula und ihre Ausmalungen zerstört. In der Nachkriegszeit wurde der in seinen Außenmauern erhaltene Bau mit einer zeitgemäß modernen Inneneinrichtung wiederaufgebaut. 1952 bis 1953 schuf Ewald Mataré ein neues Eingangsportal und neue Fenster. Um 1995 wurde Matarés Bronzeplatte am Eingangsportals durch ein Zylinderschloss durchbohrt. Betritt man das Gebäude durch den Haupteingang befinden sich rechts und links an den Wänden Marmorbüsten von Kaiser Joseph I. und Kaiserin Wilhelmine Amalie, welche Gabriel de Grupello kurz nach 1705 gefertigt hatte.
Unmittelbar neben der Nordfassade der Kunstakademie erhebt sich seit 1976 die Auffahrtsrampe, auch genannt Hofgartenrampe, der Oberkasseler Brücke, was die Wirkung dieser Fassade stark beeinträchtigt.

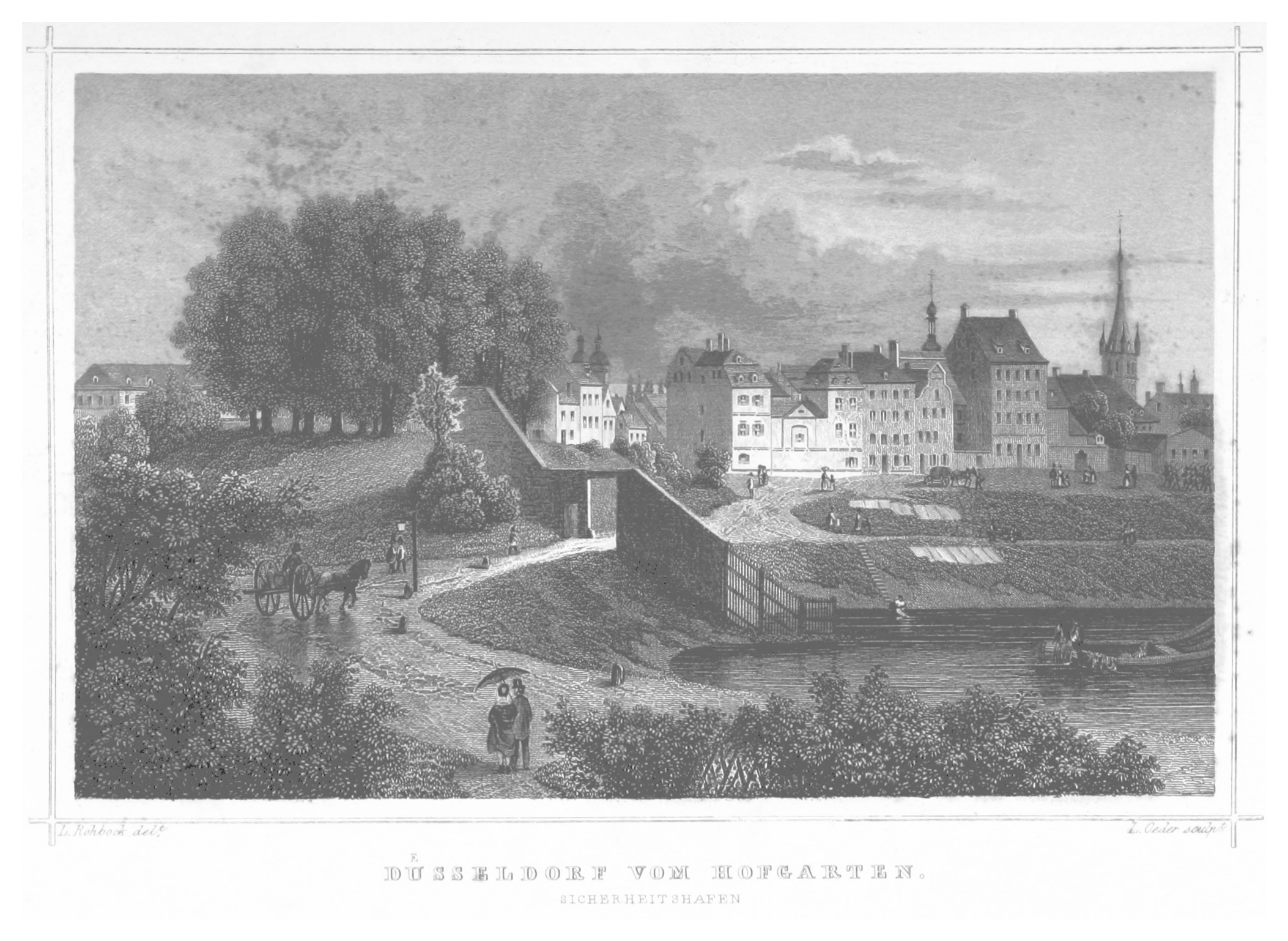
Blick vom Hofgarten auf den Sicherheitshafen und „Hafenwall“, Illustration Johann Poppel, 1852
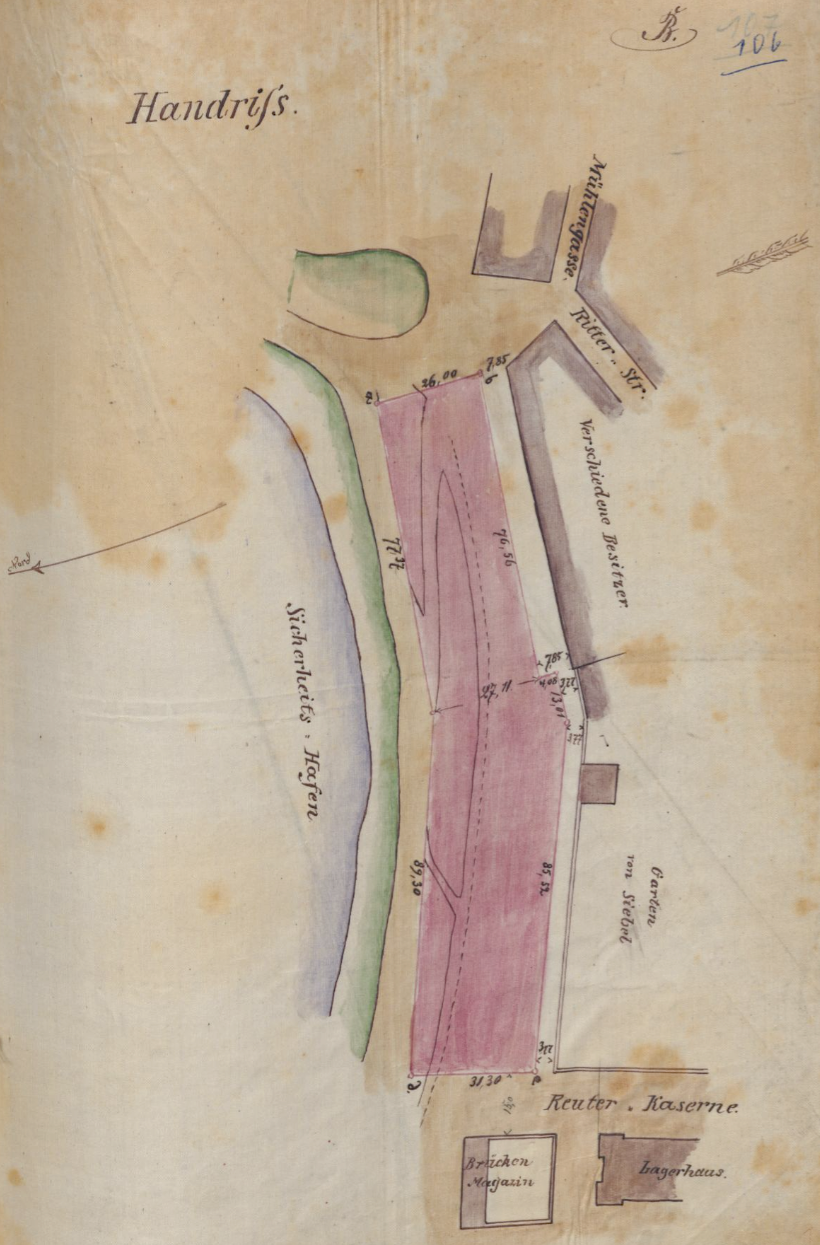
Gelände am Sicherheitshafen, Neubaustandort Kunstakademie, Handriss um 1873
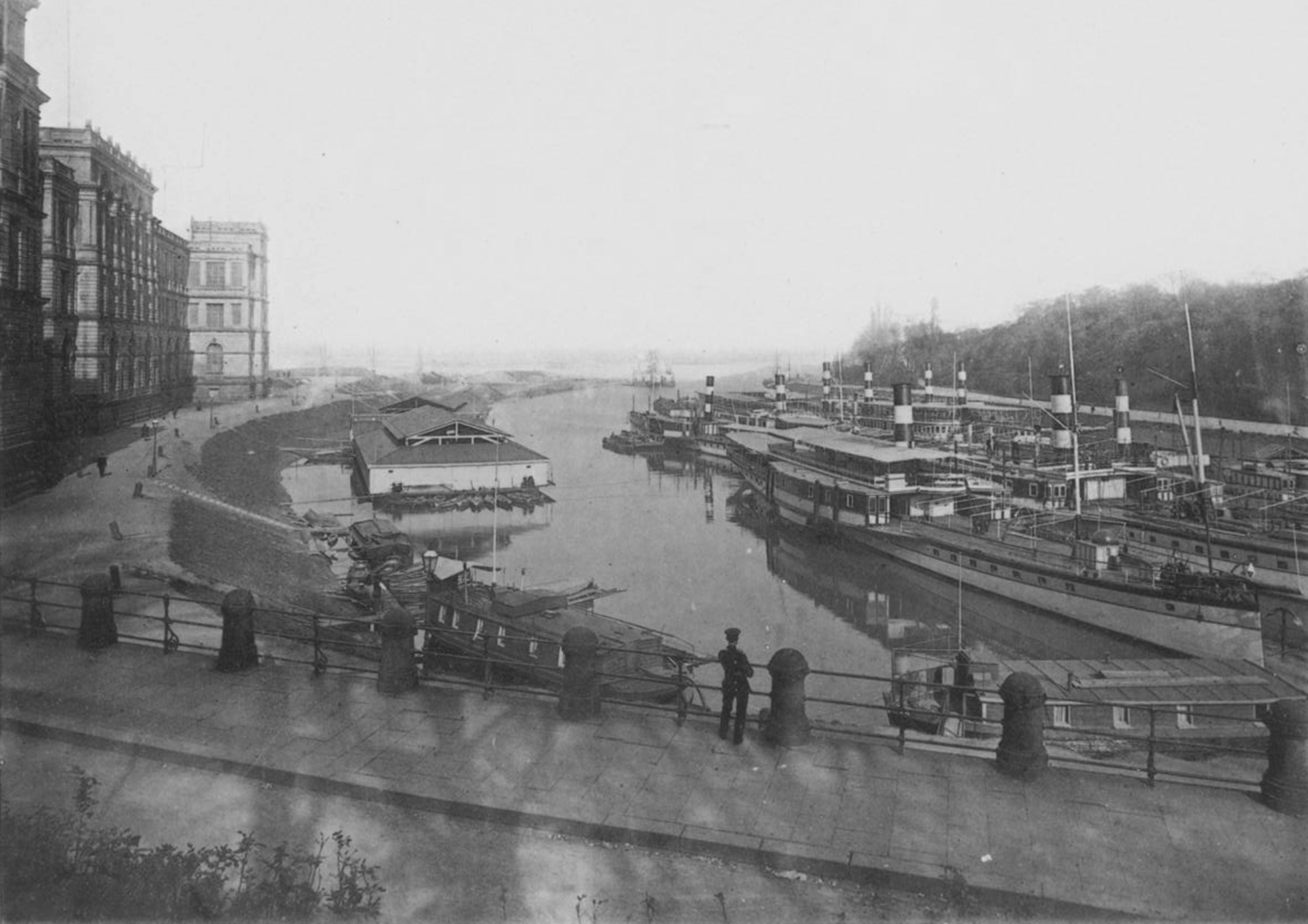
Nordfassade der Kunstakademie und Sicherheitshafen, Foto 1897
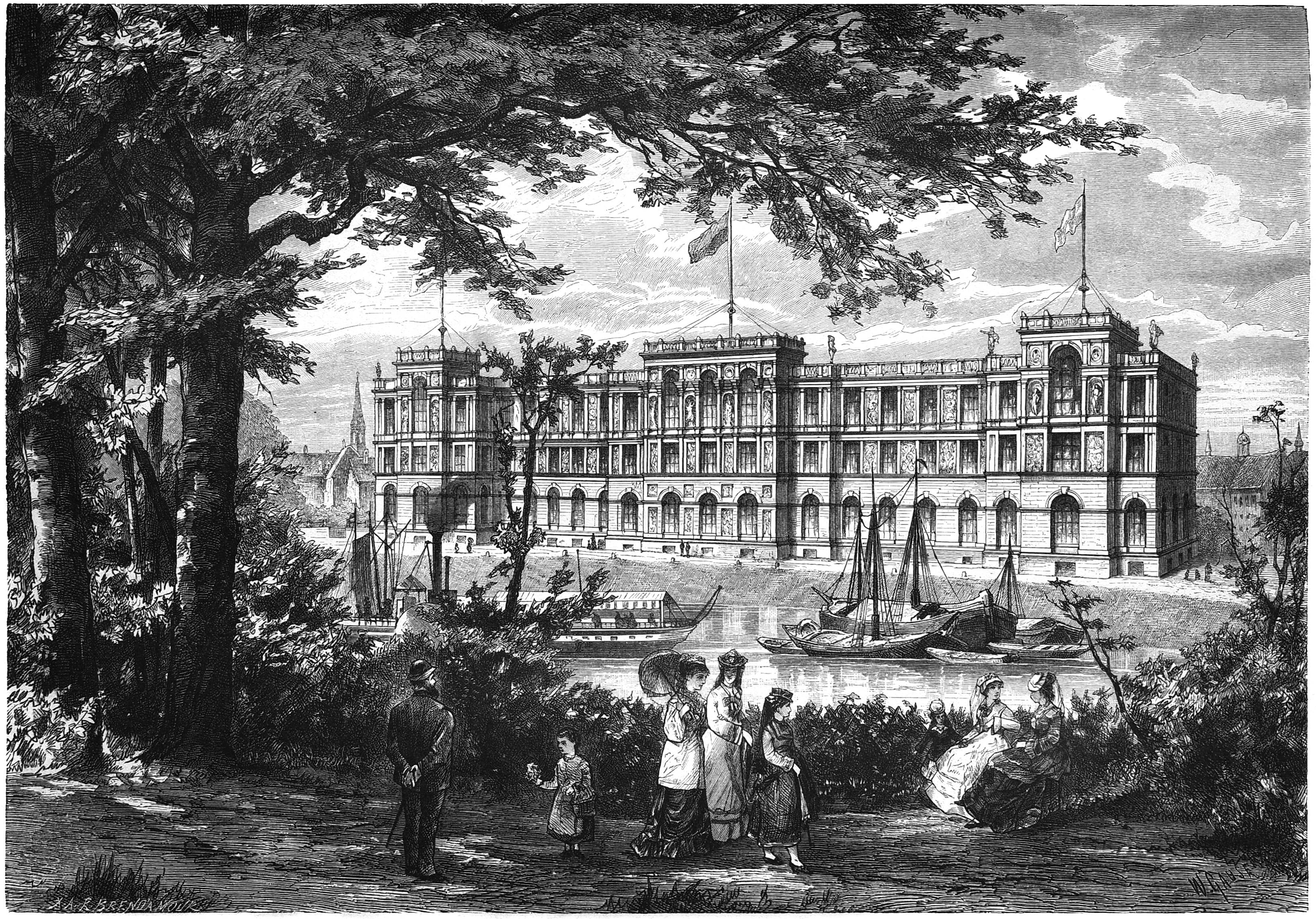
Die neue Kunstakademie, Illustration von Wilhelm Gause, 1879
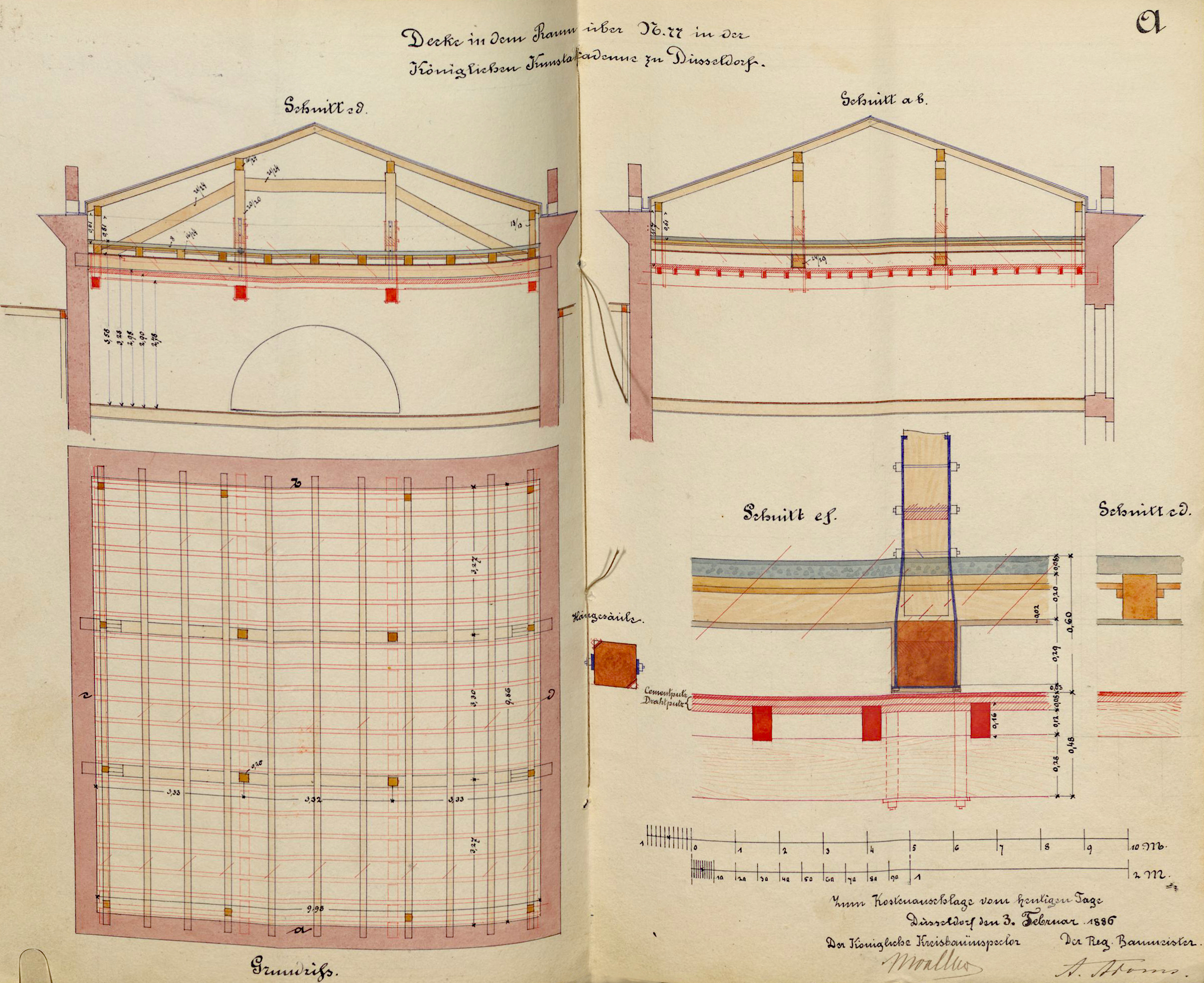
Deckenkonstruktion über der Aula, 1886
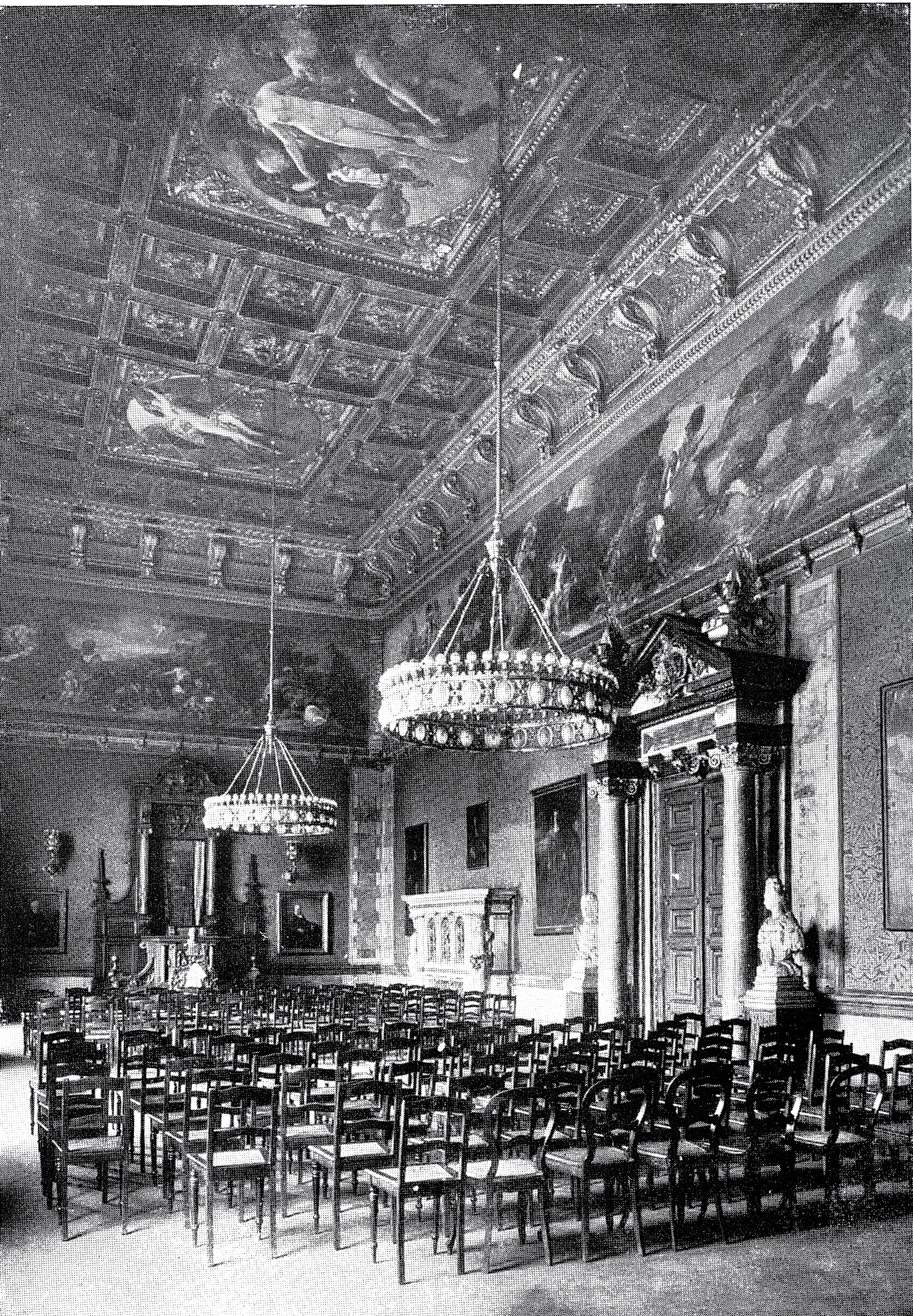
Aula, Gesamtansicht
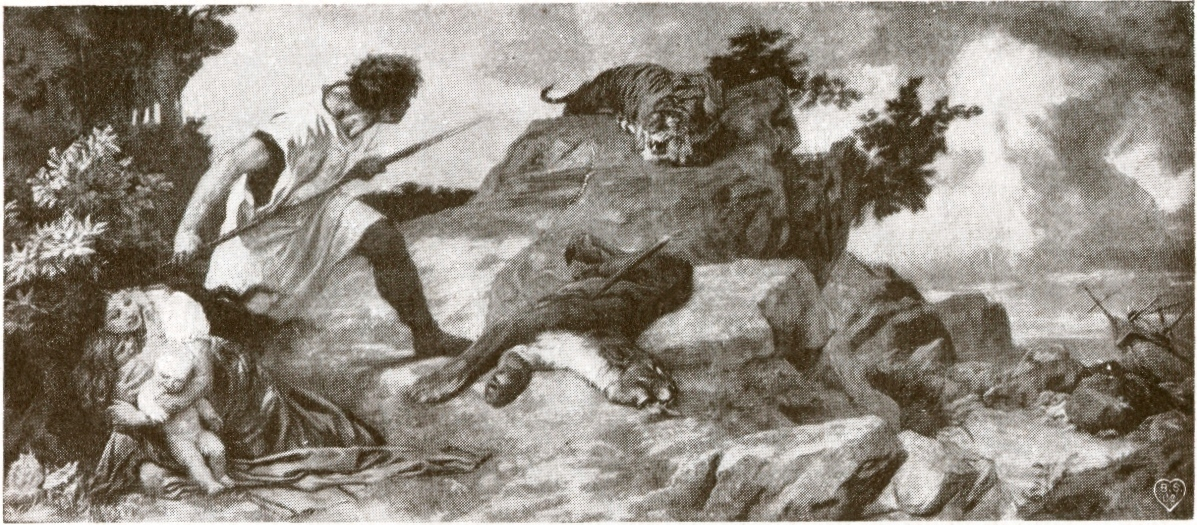
Peter Janssen, Figurenfries in der Aula (kriegszerstört)
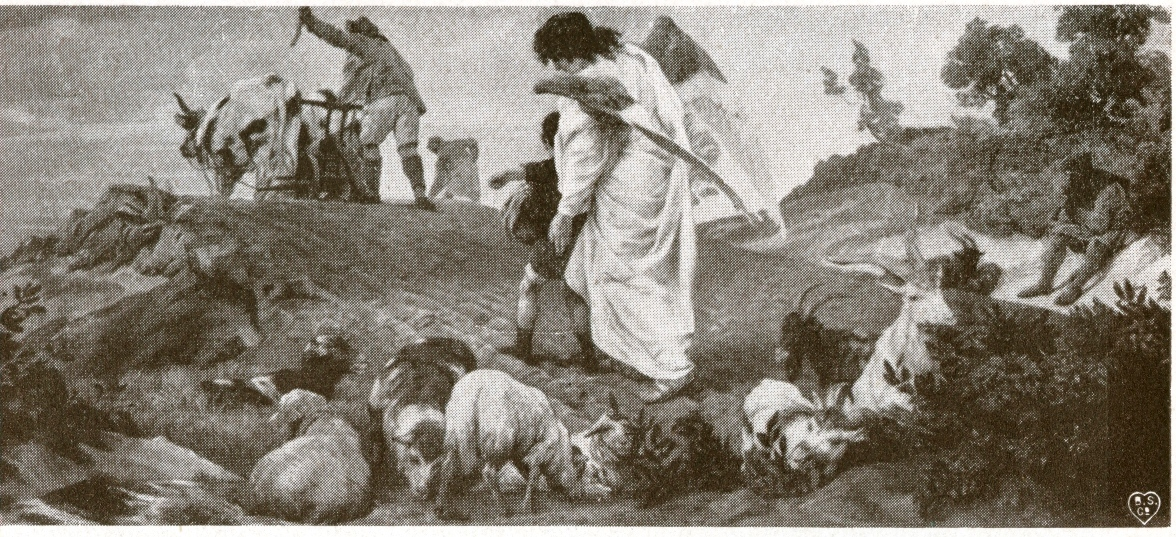
Peter Janssen, Figurenfries in der Aula (kriegszerstört)

## Künstler im Namen-Fries (Zuordnung unvollständig)

### Ostseite der Akademie – Haupteingang

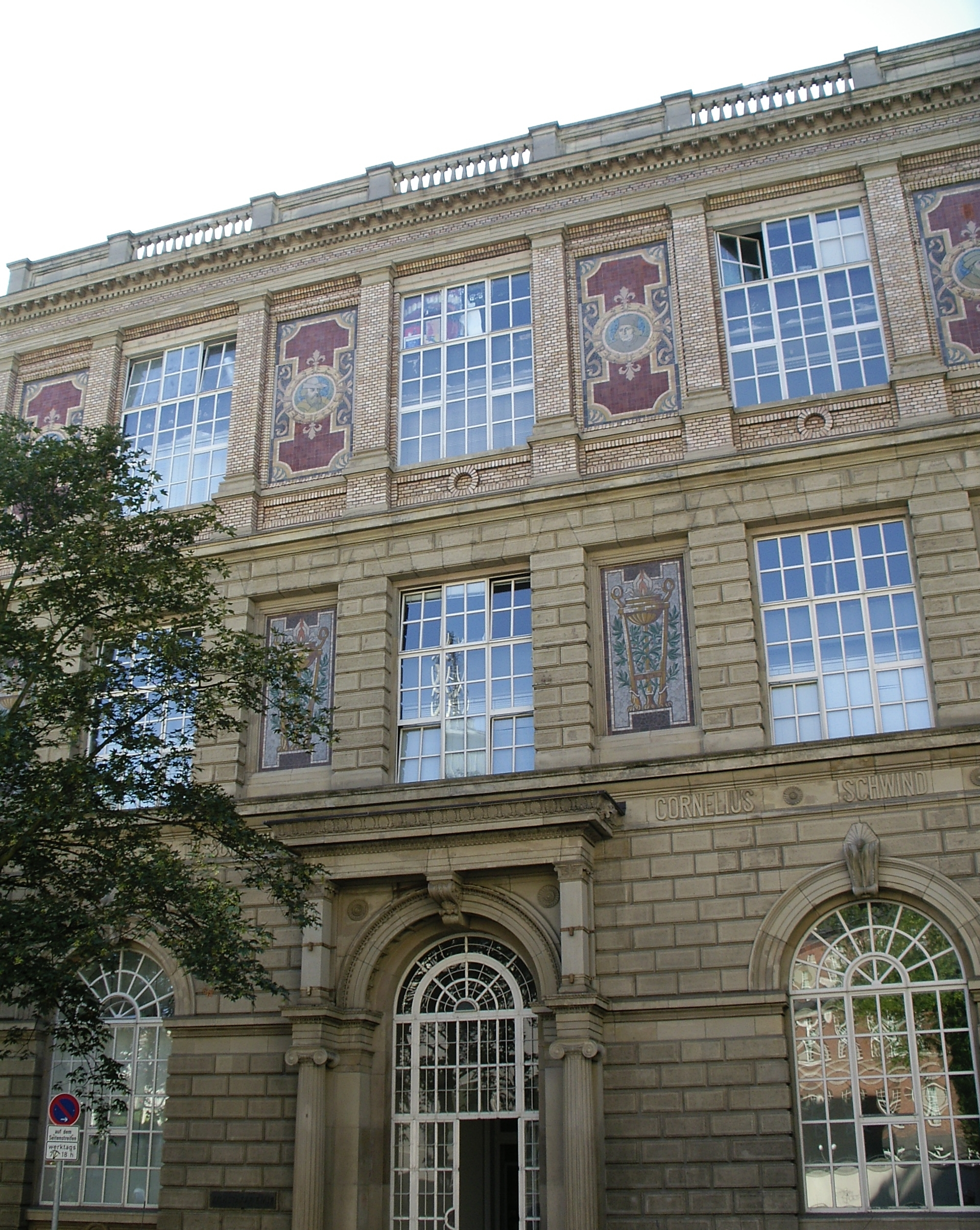
Haupteingang

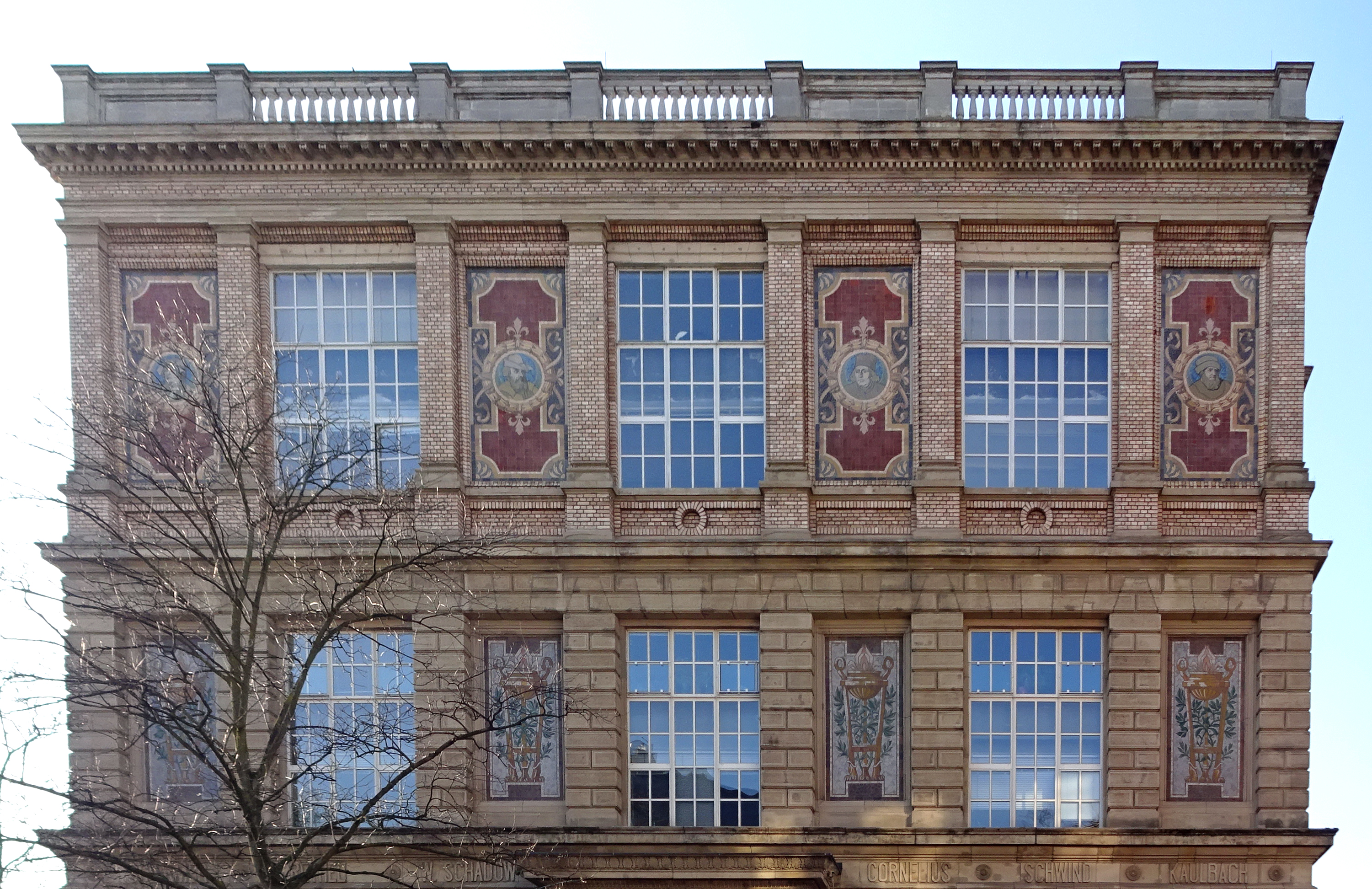
Kunstakademie Ostseite über Haupteingang

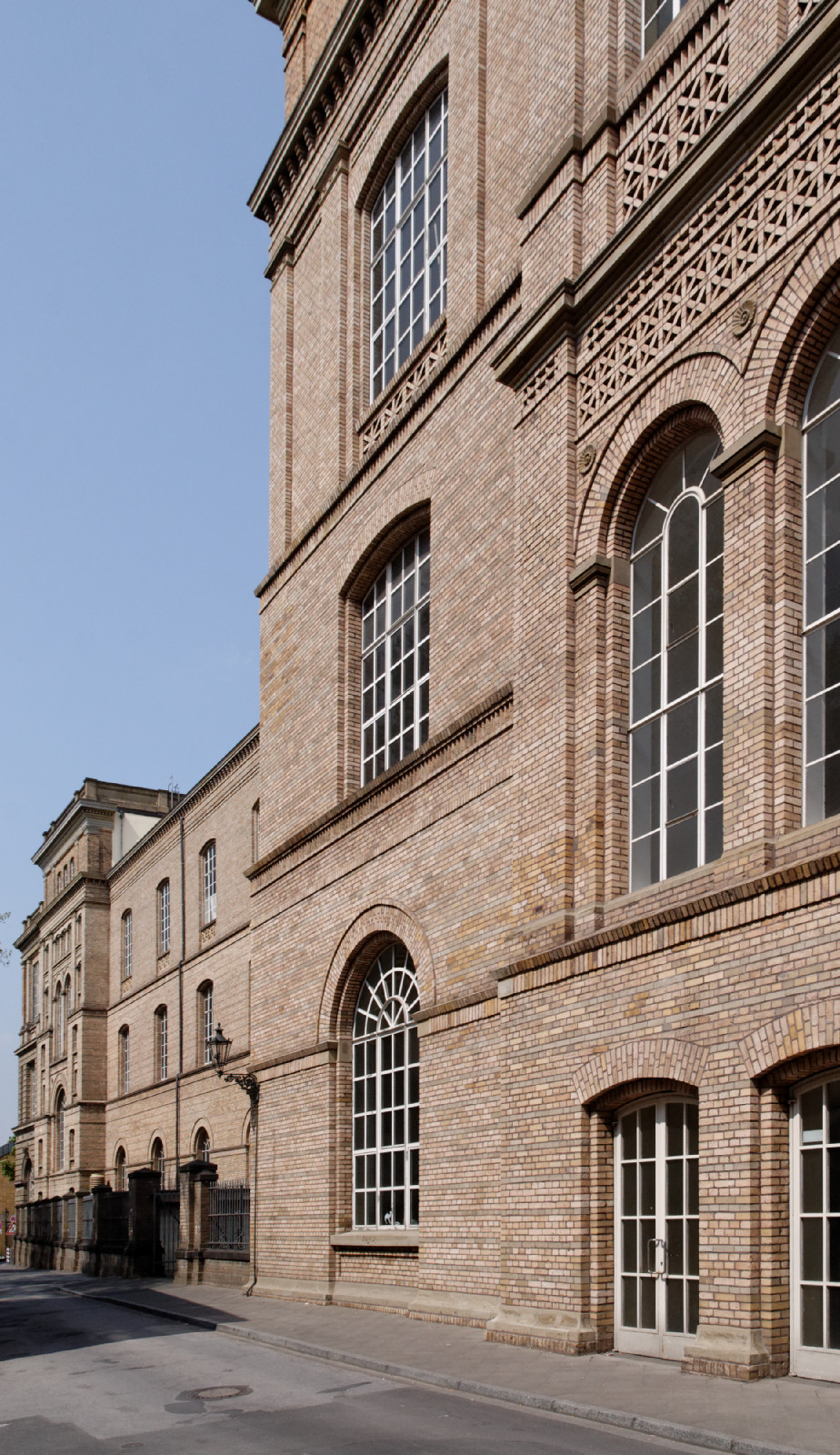
Kunstakademie an der Eiskellerstraße

Am Eiskellerberg – Düsseldorfer Malerschule mit den ersten Direktoren nach der Neugründung der Akademie, seitlich des Eingangs.
- Schirmer, Johann Wilhelm Schirmer
- Rethel, Alfred Rethel
- W. Schadow, Friedrich Wilhelm von Schadow (links vom Eingang)
- Cornelius, Peter von Cornelius (rechts vom Eingang)
- Schwind, Moritz von Schwind
- Kaulbach, Wilhelm von Kaulbach

### Nordseite der Akademie
(an der Fritz-Roeber-Straße)
- Schnorr, Julius Schnorr von Carolsfeld
- Overbeck, Friedrich Overbeck
- St. Lochner, Stefan Lochner, darüber das Stadtwappen von Athen
- Duerer, Albrecht Dürer
- Holbein, vermutlich Hans Holbein der Ältere, darüber das Stadtwappen von Athen
- Retro?
- Carstens, Asmus Carstens
- Genelli, Bonaventura Genelli
- Van Eick, Jan van Eyck
- Schongauer, Martin Schongauer
- Marc Anton, Marcantonio Raimondi
- Edelink, Gérard Edelinck
- Memling, Hans Memling
- Van Dyck, vermutlich Anthonis van Dyck
- Rubens, Peter Paul Rubens
- Rembrandt, Rembrandt van Rijn
- Frans Hals
- Ruysdael, Salomon van Ruysdael
- Teniers, David Teniers der Ältere, David Teniers der Jüngere
- Snyders, Frans Snyders
- Giotto, Giotto di Bondone
- Fiesole, Fra Angelico
- Masaccio
- Mantegna, Andrea Mantegna, darüber das Stadtwappen von Florenz
- Correggio, Antonio da Correggio
- Lion. da Vinci, Leonardo da Vinci, darüber das Stadtwappen von Venedig
- Raffael
- Michel Angelo, Michelangelo, darüber das Stadtwappen von Rom
- Signorelli, Luca Signorelli
- Tizian, darüber das Stadtwappen von Ravenna
- Veronese, Paolo Veronese
- Annibale Carracci
- Murillo, Bartolomé Esteban Murillo
- Velasquez, Giuseppe Velasco
- Poussin, Nicolas Poussin
- Claude Laurrain, Claude Lorrain
- Vernet, vermutlich Claude Joseph Vernet
- Delaroche, Paul Delaroche
- Leys, Hendrik Leys
- Flaxman, John Flaxman
- Schinkel, Karl Friedrich Schinkel
- Erwin, Erwin von Steinbach
- Bramante, Donato Bramante
- Brunelleschi, Filippo Brunelleschi
- Iktinos

- Pisano, Niccolò Pisano
- Ghiberti, Lorenzo Ghiberti
- Skopas, darüber das Stadtwappen von Paris
- Phidias
- Praxiteles, darüber das Stadtwappen von Madrid
- Andrea Sansovino
- Donatello

### Westseite der Akademie – Rheinseite

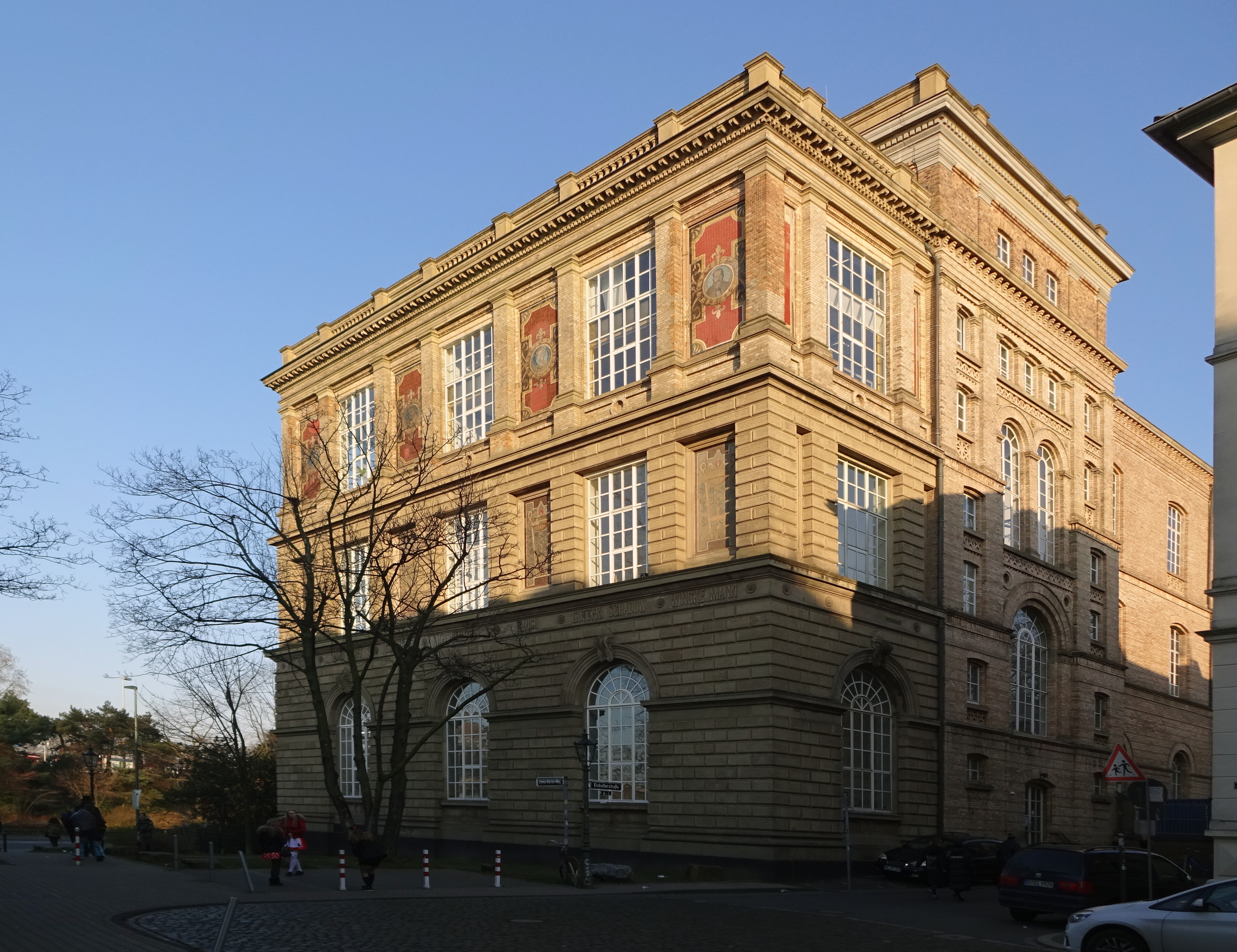
Kunstakademie am Emma-Horion-Weg, Ecke Eiskellerstraße

Am Emma-Horion-Weg – deutsche Bildhauer und Winckelmann als Begründer der Kunstgeschichte.
- Pet. Vischer, Peter Vischer der Ältere
- Adam Kraft
- Schlueter, Andreas Schlüter
- Thorwaldsen, Bertel Thorvaldsen
- Rauch, Christian Daniel Rauch
- Gottfr. Schadow, Johann Gottfried Schadow
- Winkelmann, Johann Joachim Winckelmann